# 신성 (음악가)
신성(申晟)은 조선 숙종 때의 음악 이론가이다. 본관은 평산(平山)이다. 소년 때부터 음악을 즐겨하였고, 장악원 악관(樂官)을 지냈다. 1680년경에 〈만대엽〉, 〈중대엽〉, 〈영산회상〉 등 옛 음악의 거문고 악보를 엮은 〈현금신증가령(玄琴新證假令)〉 악보집을 내었다.